# Comuna de Mirów
Mirów (polaco: Gmina Mirów) é uma gminy (comuna) na Polónia, na voivodia de Mazóvia e no condado de Szydłowiecki. A sede do condado é a cidade de Mirów.
De acordo com os censos de 2006, a comuna tem 3811 habitantes, com uma densidade 71,84 hab/km².

## Área
Estende-se por uma área de 53,05 km², incluindo:
- área agricola: 63%
- área florestal: 32%

## Demografia
Dados de 30 de Junho 2004:
|                      | Total   | Total | Mulheres | Mulheres | Homens  | Homens |
| -------------------- | ------- | ----- | -------- | -------- | ------- | ------ |
|                      | pessoas | %     | pessoas  | %        | pessoas | %      |
| População            | 3805    | 100   | 1871     | 49,2     | 1934    | 50,8   |
| Densidade (pop./km²) | 54,3    | 100   | 26,7     | 26,7     | 27,6    | 27,6   |

De acordo com dados de 2002, o rendimento médio per capita ascendia a 1246,58 zł.

## Subdivisões
- Bieszków Dolny, Bieszków Górny, Mirów, Mirów Nowy, Mirów Stary, Mirówek, Rogów, Zbijów Duży, Zbijów Mały.

## Comunas vizinhas
- Jastrząb, Mirzec, Skarżysko Kościelne, Szydłowiec, Wierzbica